# Grays Athletic FC
Grays Athletic FC (celým názvem: Grays Athletic Football Club) je anglický fotbalový klub, který sídlí ve městě Grays v nemetropolitním hrabství Essex. Založen byl v roce 1890. Od sezóny 2018/19 hraje v Isthmian League North Division (8. nejvyšší soutěž). Klubové barvy jsou modrá a bílá.
Své domácí zápasy odehrává na stadionu Mill Field (patřící Aveley FC) s kapacitou 4 000 diváků. Původní domovský stadion New Recreation Ground byl totiž uzavřen v roce 2010 pro svůj havarijní stav.

## Získané trofeje
- FA Trophy ( 2× )
  - 2004/05, 2005/06
- Essex Senior Cup ( 8× )
  - 1914/15, 1920/21, 1922/23, 1944/45, 1956/57, 1987/88, 1993/94, 1994/95

## Úspěchy v domácích pohárech
Zdroj: 
- FA Cup
  - 2. kolo: 2005/06
- FA Amateur Cup
  - 3. kolo: 1946/47, 1963/64
- FA Trophy
  - Vítěz: 2004/05, 2005/06
- FA Vase
  - 4. kolo: 1977/78, 1979/80, 1981/82, 1983/84

## Umístění v jednotlivých sezonách
Stručný přehled
Zdroj: 
- 1912–1914: Athenian League
- 1945–1958: Corinthian League
- 1958–1963: Athenian League
- 1963–1972: Athenian League (Premier Division)
- 1972–1977: Athenian League (Division One)
- 1977–1983: Athenian League
- 1983–1984: Isthmian League (Second Division)
- 1984–1985: Isthmian League (Second Division South)
- 1985–1988: Isthmian League (First Division)
- 1988–1997: Isthmian League (Premier Division)
- 1997–2000: Isthmian League (First Division)
- 2000–2004: Isthmian League (Premier Division)
- 2004–2005: Conference South
- 2005–2007: Conference National
- 2007–2010: Conference Premier
- 2010–2013: Isthmian League (Division One North)
- 2013–2017: Isthmian League (Premier Division)
- 2017–2018: Isthmian League (Division One North)
- 2018– : Isthmian League (North Division)

Jednotlivé ročníky
Zdroj: 
Legenda: Z - zápasy, V - výhry, R - remízy, P - porážky, VG - vstřelené góly, OG - obdržené góly, +/- - rozdíl skóre, B - body, červené podbarvení - sestup, zelené podbarvení - postup, fialové podbarvení - reorganizace, změna skupiny či soutěže
| Sezóny  | Liga                                 | Úroveň | Z  | V  | R  | P  | VG | OG  | +/- | B   | Pozice |
| ------- | ------------------------------------ | ------ | -- | -- | -- | -- | -- | --- | --- | --- | ------ |
| 2009/10 | Conference Premier                   | 5      | 44 | 5  | 13 | 26 | 35 | 91  | -56 | 26  | 23.    |
| 2010/11 | Isthmian League (Division One North) | 8      | 40 | 17 | 10 | 13 | 69 | 51  | +18 | 61  | 10.    |
| 2011/12 | Isthmian League (Division One North) | 8      | 42 | 24 | 8  | 10 | 79 | 47  | +32 | 77  | 5.     |
| 2012/13 | Isthmian League (Division One North) | 8      | 42 | 32 | 6  | 4  | 96 | 38  | +58 | 102 | 1.     |
| 2013/14 | Isthmian League (Premier Division)   | 7      | 46 | 17 | 10 | 19 | 74 | 82  | -8  | 61  | 14.    |
| 2014/15 | Isthmian League (Premier Division)   | 7      | 46 | 22 | 8  | 16 | 70 | 57  | +13 | 74  | 6.     |
| 2015/16 | Isthmian League (Premier Division)   | 7      | 46 | 15 | 12 | 19 | 63 | 74  | -11 | 57  | 15.    |
| 2016/17 | Isthmian League (Premier Division)   | 7      | 46 | 11 | 5  | 30 | 46 | 101 | -55 | 38  | 24.    |
| 2017/18 | Isthmian League (Division One North) | 8      | 46 | 14 | 14 | 18 | 72 | 80  | -8  | 56  | 16.    |
| 2018/19 | Isthmian League (North Division)     | 8      | 38 |    |    |    |    |     |     |     |        |